# Ihr Junge (1924)
Ihr Junge ist ein US-amerikanisches Filmdrama aus dem Jahr 1924 von Charles Brabin mit Colleen Moore in der Hauptrolle. Der Film wurde von First National produziert und basiert auf dem mit dem Pulitzer-Preis ausgezeichneten Roman So Big von Edna Ferber.

## Handlung
Nach dem Schulabschluss und einer Europareise mit ihrem Vater Simeon kehrt Selina Peake in die USA zurück. Ihr Vater wird, nachdem er sein Vermögen in einem Casino verloren hat, versehentlich getötet. Um für ihren Lebensunterhalt zu sorgen, muss Selina an einer High School in der niederländischen Gemeinde High Prairie in der Nähe von Chicago unterrichten. Dort wohnt sie im Haus von Klaus Poole, einem etwas zurückgebliebenen Gärtner. Schließlich heiratet sie den armen Farmer Pervus DeJong.
Selina teilt die Strapazen des harten Lebens ihres Mannes und findet ihr Glück nur in ihrem kleinen Sohn Dirk, den sie „So Big“ nennt. Pervus stirbt an Erschöpfung und lässt Selina und Dirk in bitterster Armut zurück. Als Selina ihre alte Schulfreundin Julie Hempel trifft, leiht Julies Vater Aug ihr genug Geld, um mit der erfolgreichen Bewirtschaftung ihres Landes zu beginnen. Nach achtzehn Jahren harter Arbeit sorgt Selina dafür, dass Dirk eine Ausbildung zum Architekten bekommt. Dirks vielversprechende Karriere wird jedoch durch einen Skandal bedroht. William Storm, mit dessen Frau Paula Dirk eine Affäre hatte, droht, ihn als Ehebrecher in seinem Scheidungsverfahren zu benennen. Selina appelliert an Storm, das Leben ihres Sohnes nicht zu ruinieren. Tatsächlich kann sie ihn überzeugen, Dirks Namen nicht öffentlich zu machen. Dirk kehrt zu seiner wahren Liebe Dallas O’Meara zurück, Selina freut sich auf ihren Lebensabend.

## Hintergrund
Gedreht wurde der Film vom Mitte August bis November 1924 in Downey sowie in den United-Studios in Hollywood.
Der Film markierte einen Wandel für die Schauspielerin Colleen Moore, die für ihre unkonventionellen Rollen bekannt war. Für die Rolle der „Selina Peake“ musste Moore eine Frau im Alter von siebzehn bis fünfzig Jahren darstellen. In einem Zeitungsinterview wurde Moore mit den Worten zitiert: „Anfangs hatte ich Todesangst vor dieser Rolle. Es ist nicht nur eine schwere Rolle, ich hatte auch Angst davor, die ältere Frau zu spielen.“ Zur Vorbereitung auf die Rolle verbrachte Moore drei Tage damit, Radieschen auf einer Gemüsefarm in Culver City zu pflücken.
Regisseur Charles Brabin nahm den Auftrag nach seiner Entlassung aus Ben Hur, wofür er Metro-Goldwyn-Mayer verklagte, an.
Da keine Kopien der neun Filmrollen existieren, gilt der Film als verschollen.

## Veröffentlichung
Die Premiere des Films fand am 27. Dezember 1924 in Los Angeles statt. 1925 kam er im Deutschen Reich und in Österreich, hier unter dem Titel Mein Junge, in die Kinos.

## Kritiken
Der Filmkritiken-Aggregator Rotten Tomatoes hat in einer Auswertung von acht Kritiken eine Zustimmungsrate von 75 Prozent errechnet.
Die Kritiken fielen größtenteils positiv aus, wobei insbesondere Colleen Moores Leistung gelobt wurde. So schrieb Mordaunt Hall in der The New York Times, dass Colleen Moore, die junge Schauspielerin, die mit der Darstellung von Komödien-Rollen beachtliche Erfolge erzielt habe, eine erstaunlich gute Leistung abliefere. Robert F. Sisk von der Variety befand, dass es sich um einen der künstlerischsten Filme aller Zeiten handele, stehe außer Frage. Dass es das Medium sei, in dem Colleen Moore mit ihrer Darstellung einer alten Frau die kühnsten Erwartungen übertreffe, sei ebenfalls unbestreitbar. Charles S. Sewell notierte in der Movie Picture World, die Rolle sei weit entfernt von Moores bisherigen Rollen und eine Demonstration ungewöhnlicher Vielseitigkeit und Fähigkeiten sowie bei weitem ihre beste Charakterisierung. Das Magazin Photoplay lobte, Moore stelle alle bisherigen Filmleistungen in den Schatten. In diesem anspruchsvollen Teil stelle sie nicht nur Jugend, sondern auch Reife und schließlich Alter dar. Iris Barry schrieb in der Zeitschrift The Spectator, dass Intelligenz, aufrichtiges Gefühl und eine schwer fassbare Art von Schönheit Moores Leistung als kleine Schullehrerin, die zur Farmerin wurde, auszeichne.
Robert E. Sherwood zeigte sich im Magazin Life hingegen enttäuscht. Seiner Meinung nach werden diejenigen, die den Roman gelesen haben, vom Film irritiert sein, die anderen werden sich langweilen.

## Auszeichnungen
1925 wurde der Film mit dem Photoplay Award als bester Film des Monats März ausgezeichnet. Colleen Moore erhielt die Auszeichnung als beste Darstellerin des Monats März.